# Ларкспер (Каліфорнія)
Ларкспер (англ. Larkspur) — місто (англ. city) в США, в окрузі Марін штату Каліфорнія. Населення — 13 064 особи (2020).

## Географія
Ларкспер розташований за координатами 37°56′28″ пн. ш. 122°31′48″ зх. д. / 37.94111° пн. ш. 122.53000° зх. д. (37.940987, -122.529921).  За даними Бюро перепису населення США в 2010 році місто мало площу 8,40 км², з яких 7,84 км² — суходіл та 0,56 км² — водойми.

## Демографія
Згідно з переписом 2010 року, у місті мешкало 11 926 осіб у 5908 домогосподарствах у складі 2896 родин. Густота населення становила 1420 осіб/км².  Було 6376 помешкань (759/км²).
Расовий склад населення:
| - 86,5 % — білих - 4,7 % — азіатів - 1,6 % — чорних або афроамериканців - 0,2 % — корінних американців - 0,1 % — вихідців з тихоокеанських островів - 2,9 % — осіб інших рас |

До двох чи більше рас належало 4,1 %. Частка іспаномовних становила 7,7 % від усіх жителів.
За віковим діапазоном населення розподілялося таким чином: 18,2 % — особи молодші 18 років, 60,3 % — особи у віці 18—64 років, 21,5 % — особи у віці 65 років та старші. Медіана віку мешканця становила 48,5 року. На 100 осіб жіночої статі у місті припадало 81,9 чоловіків;  на 100 жінок у віці від 18 років та старших — 78,0 чоловіків також старших 18 років.
Середній дохід на одне домашнє господарство  становив 146 111 долар США (медіана — 88 829), а середній дохід на одну сім'ю — 188 267 доларів (медіана — 121 486). Медіана доходів становила 95 529 доларів для чоловіків та 72 407 доларів для жінок. За межею бідності перебувало 4,0 % осіб, у тому числі 1,4 % дітей у віці до 18 років та 4,6 % осіб у віці 65 років та старших.
Цивільне працевлаштоване населення становило 6246 осіб. Основні галузі зайнятості: науковці, спеціалісти, менеджери — 23,4 %, освіта, охорона здоров'я та соціальна допомога — 19,8 %, фінанси, страхування та нерухомість — 11,8 %, роздрібна торгівля — 10,5 %.